# 3768-as busz
A 3768-as jelzésű autóbuszvonal Miskolc és Aggtelek között húzódó regionális vonal volt, amelyet a Volánbusz Zrt. üzemeltetett.

## Útvonala
A miskolci autóbusz-állomásról indult. A 26-os főúton haladt Kazincbarcika felé, a városig mindössze 4 megállót érintett – Miskolcon még egyet; Sajószentpéteren kettőt; Berentén egyet (BorsodChem melletti megálló) –, úgy érte el a Szent Flórián teret. Érintette a járásközpont autóbusz állomását is, 8 percet várakozott továbbindulásáig. A Miskolc–Bánréve–Ózd-vasútvonal keresztezése után Múcsony településre robogott, majd a vele egybenőtt Szuhakállóra. Gyorsjáratként közlekedett egész útvonalán, a falvaknak csak pár, forgalmasabb megállóját érintette. Kurityán következett, aztán Felsőnyárád. Északi irányban haladt tovább, folytatva a 4075-ös vonalat. Felsőkelecsény határát érintve érte el Zubogyot. A 6 kilométerre található Ragálynak csak a fordulójánál állt meg, mely remek átszállási lehetőséget nyújtott és nyújt a mai napig: innentől haladnak egy útvonalon a Budapestről érkező 1034-es és 1054-es buszok, illetve elérhető innen közvetlenül Borsod-Abaúj-Zemplén második legnagyobb települése, Ózd. Aggtelek előtt 10 perccel mindössze egyetlen község helyezkedik el, Trizs. A szlovák határ menti és a Baradla-barlangról híres falunak autóbusz várótermében végállomásozott.

## Közlekedése
Hétvégéken egyetlen indítása volt Miskolcról, turisztikai szempontból. Nem csatlakozott hozzá egyetlen járat sem. A Volánbusz Zrt. 2020. június 30. dátummal megszűntette a vonalat, akkortájt "Az eljutás 9:45-kor Kazincbarcikán történő átszállással továbbra is biztosított" jelleggel volt megközelíthető Aggtelek.
| Útvonala                                | Indításszáma | Közlekedése |
| --------------------------------------- | ------------ | ----------- |
| Miskolc, aut. áll. ➝ Aggtelek, aut. vt. | 1 oda        | hétvégén    |

## Megállóhelyei
| 0  | Miskolc, autóbusz-állomás végállomás                | 0.0 km  | 1, 2, 3, 3A, 4, 7, 11, 14Y, 20, 24, 28, 32, 43, ME 1369, 1370, 1372, 1373, 1374, 1375, 1376, 1377, 1379, 1380, 1382, 1383, 1384, 1412 3700, 3701, 3702, 3703, 3704, 3705, 3706, 3707, 3708, 3709, 3710, 3711, 3712, 3715, 3716, 3717, 3718, 3719, 3720, 3721, 3722, 3723, 3724, 3726, 3727, 3728, 3729, 3730, 3731, 3733, 3734, 3735, 3736, 3737, 3738, 3739, 3740, 3741, 3742, 3743, 3744, 3745, 3746, 3747, 3748, 3749, 3750, 3751, 3752, 3754, 3755, 3757, 3760, 3761, 3765, 3770, 3774, 3775, 3776 |
| 1  | Miskolc, megyei kórház                              | 1.9 km  | 12, 14, 14Y, 20, 24, 35R, 54 1384, 1412 3700, 3701, 3702, 3703, 3704, 3705, 3707, 3708, 3709, 3754, 3757, 3760, 3765, 3770, 3774, 3775, 3776 |
| 2  | Sajószentpéter, edelényi elágazás                   | 14.0 km | 1384, 1412 3754, 3761, 3765, 3769, 3770, 4091, 4098 |
| 3  | Sajószentpéter, parasznyai elágazás                 | 15.4 km | 1384 3754, 3756, 3761, 3765, 3769, 3770, 4049, 4050, 4051, 4091, 4098 személyvonat – Sajószentpéter [92.] |
| 4  | Berente, PVC gyár bejárati út                       | 18.3 km | 3756, 3765, 4047, 4048, 4050, 4052, 4061, 4062, 4063, 4067, 4070, 4075, 4082 személyvonat – Berente [92.] |
| 5  | Kazincbarcika, Szent Flórián tér autóbusz-váróterem | 21.1 km | 23, 42 1035, 1054, 1384, 1412 3756, 3765, 3769, 3770, 3772, 3773, 4040, 4041, 4043, 4044, 4045, 4047, 4048, 4050, 4052, 4057, 4058, 4061, 4062, 4063, 4065, 4066, 4067, 4069, 4070, 4075, 4077, 4078, 4079, 4080, 4081, 4082, 4083, 4084 |
| 6  | Kazincbarcika, központi iskola                      | 22.7 km | 3756, 3765, 3772, 4040, 4041, 4048, 4050, 4052, 4057, 4063, 4067, 4069, 4070, 4075, 4077, 4080, 4082, 4083, 4084 |
| 7  | Kazincbarcika, városháza                            | 23.1 km | 3, 3B 1054, 1384 3756, 3765, 3770, 3772, 4040, 4041, 4048, 4050, 4052, 4057, 4063, 4065, 4067, 4069, 4070, 4075, 4077, 4080, 4082, 4083, 4084 |
| 8  | Kazincbarcika, kórház                               | 23.5 km | 3, 3B 1054 3408, 3756, 3765, 3772, 4040, 4041, 4048, 4050, 4052, 4057, 4060, 4065, 4066, 4069, 4070, 4075, 4077, 4080, 4082, 4083, 4084 |
| 9  | Kazincbarcika, Ifjúmunkás tér                       | 23.9 km | 3, 3B 1054 3408, 3756, 3765, 3772, 4040, 4041, 4048, 4050, 4052, 4057, 4060, 4065, 4066, 4069, 4070, 4075, 4077, 4080, 4082, 4083, 4084 |
| 10 | Kazincbarcika, autóbusz-állomás                     | 24.7 km | 3, 3B, 4, 4B, 4C, 9, 23 1035, 1054, 1412 3408, 3756, 3765, 3770, 3772, 4040, 4041, 4047, 4048, 4050, 4052, 4057, 4059, 4060, 4065, 4066, 4069, 4070, 4075, 4078, 4080, 4083, 4153 |
| 11 | Kazincbarcika, Ifjúmunkás tér                       | 25.5 km | 3, 3B 1054 3408, 3756, 3765, 3772, 4040, 4041, 4048, 4050, 4052, 4057, 4060, 4065, 4066, 4069, 4070, 4075, 4077, 4080, 4082, 4083, 4084 |
| 12 | Kazincbarcika, kórház                               | 25.9 km | 3, 3B 1054 3408, 3756, 3765, 3772, 4040, 4041, 4048, 4050, 4052, 4057, 4060, 4065, 4066, 4069, 4070, 4075, 4077, 4080, 4082, 4083, 4084 |
| 13 | Kazincbarcika, városháza                            | 26.3 km | 3, 3B 1054, 1384 3756, 3765, 3770, 3772, 4040, 4041, 4048, 4050, 4052, 4057, 4063, 4065, 4067, 4069, 4070, 4075, 4077, 4080, 4082, 4083, 4084 |
| 14 | Kazincbarcika, központi iskola                      | 26.7 km | 3756, 3765, 3772, 4040, 4041, 4048, 4050, 4052, 4057, 4063, 4067, 4069, 4070, 4075, 4077, 4080, 4082, 4083, 4084 |
| 15 | Kazincbarcika, Szent Flórián tér autóbusz-váróterem | 28.3 km | 23, 42 1035, 1054, 1384, 1412 3756, 3765, 3769, 3770, 3772, 3773, 4040, 4041, 4043, 4044, 4045, 4047, 4048, 4050, 4052, 4057, 4058, 4061, 4062, 4063, 4065, 4066, 4067, 4069, 4070, 4075, 4077, 4078, 4079, 4080, 4081, 4082, 4083, 4084 |
| 16 | Múcsony, kazincbarcikai elágazás                    | 32.1 km | 3769, 3772, 4040, 4041, 4043, 4044, 4069, 4070, 4075, 4077, 4078, 4079, 4080, 4081, 4082, 4083, 4084 |
| 17 | Múcsony (Alberttelep), kultúrház                    | 32.9 km | 3769, 3774, 4070, 4075, 4077, 4078, 4080, 4081, 4082, 4083, 4095 |
| 18 | Szuhakálló-Múcsony vasútállomás bejárati út         | 33.4 km | 1054 3774, 4069, 4070, 4075, 4077, 4078, 4079 |
| 19 | Kurityán, autóbusz-váróterem                        | 36.2 km | 3774, 4070, 4075, 4077, 4078, 4079 |
| 20 | Kurityán, egészségház                               | 37.3 km | 3774, 4070, 4075, 4077, 4078, 4079 |
| 21 | Kurityán, községháza                                | 38.0 km | 1054 3774, 4070, 4075, 4077, 4078, 4079 |
| 22 | Felsőnyárád, dövényi elágazás                       | 40.3 km | 1054 3774, 4070, 4075, 4077, 4078, 4079 |
| 23 | Felsőnyárád, autóbusz-váróterem                     | 41.2 km | 3774, 4070, 4075, 4077, 4078, 4079, 4188 |
| 24 | Felsőkelecsény bejárati út                          | 44.2 km | 3774, 4075, 4077, 4078, 4079, 4188 |
| 25 | Zubogy bejárati út                                  | 45.9 km | 3774, 4075, 4077, 4079, 4188 |
| 26 | Zubogy, posta                                       | 46.9 km | 3774, 4075, 4077, 4078, 4079, 4188 |
| 27 | Ragály, autóbusz-forduló                            | 51.5 km | 1034, 1054 3774, 4075, 4077, 4078, 4079, 4140 |
| 28 | Trizs, községháza                                   | 54.8 km | 1034, 1054 4075, 4078, 4079, 4140 |
| 29 | Aggtelek, Kossuth utca (barlang bejárati út)        | 60.8 km | 1034, 1054 4075, 4078, 4079, 4081, 4125, 4140 |
| 30 | Aggtelek, autóbusz-váróterem végállomás             | 61.4 km | 1034, 1054 4075, 4078, 4079, 4081, 4125, 4140 |